# Exosoma unipunctatum
Exosoma unipunctatum es una especie de insecto coleóptero de la familia Chrysomelidae.
Fue descrita científicamente en 1880 por Harold.